# Bílsko (okres Olomouc)
Bílsko (Duits: Bilsko) is een Moravische gemeente in de Tsjechische regio Olomouc, en maakt deel uit van het district Olomouc. Bílsko telt 229 inwoners (2023).

## Geschiedenis
- 1349 – De eerste schriftelijke vermelding van Bílsko.[1]
- 1980 – De gemeente Bílsko wordt geannexeerd door de gemeente Cholina.
- 1990 – Bílsko scheidt zich af van Cholina en wordt (opnieuw) een zelfstandige gemeente.[2]

## Aanliggende gemeenten
| Aangrenzende gemeenten | Aangrenzende gemeenten | Aangrenzende gemeenten | Aangrenzende gemeenten | Aangrenzende gemeenten |
| ---------------------- | ---------------------- | ---------------------- | ---------------------- | ---------------------- |
|                        |                        | Loučka                 |                        | Cholina                |
|                        |                        |                        |                        |                        |
| Vilémov                | Senice na Hané         |                        |                        |                        |
|                        |                        |                        |                        |                        |
|                        |                        | Senice na Hané         |                        | Senička                |